# Język lorang
Język lorang – język austronezyjski używany w prowincji Moluki w Indonezji, we wsi Lorang na wyspie Koba (wyspy Aru). Według danych z 2011 roku posługuje się nim 220 osób.
Społeczność Lorang słynie z wielojęzyczności, sprzyjają temu niewielka jej populacja oraz styczność z językami innych grup etnicznych.